# Cleistes grandiflora
Cleistes grandiflora är en orkidéart som först beskrevs av Jean Baptiste Christophe Fusée Aublet, och fick sitt nu gällande namn av Rudolf Schlechter. Cleistes grandiflora ingår i släktet Cleistes, och familjen orkidéer. Inga underarter finns listade i Catalogue of Life.